# 錫內利尼科韋 (丘胡伊夫區)
50°15′32″N 36°53′47″E / 50.25889°N 36.89639°E
錫內利尼科韋（烏克蘭語：Синельникове）是位於烏克蘭東部的村莊，由哈爾科夫州丘胡伊夫区的沃夫昌斯克市鎮負責管轄。該村始建於1676年，面積0.98平方公里，海拔高度122米，2001年人口311，人口密度每平方公里317.4人。